# Erik D. Demaine

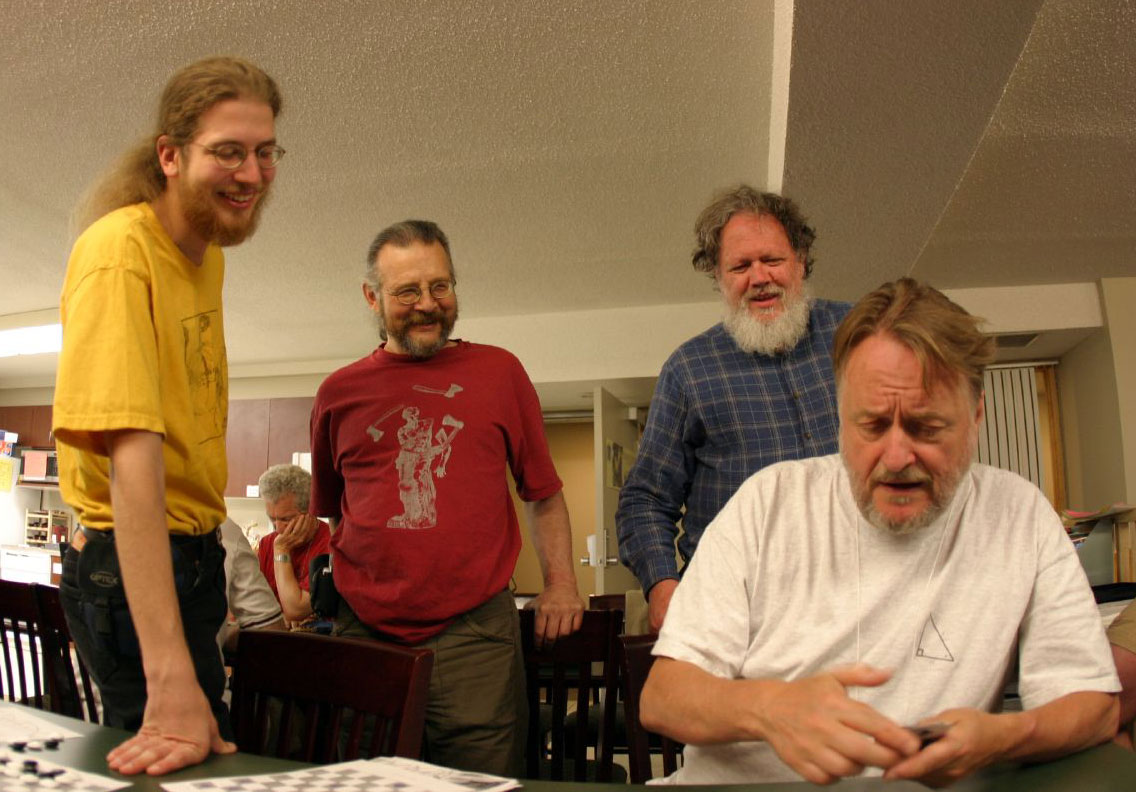
Erik Demaine (à gauche), Martin Demaine (au milieu), et Bill Spight (à droite) observent John Horton Conway lors d'un tour de cartes (2005).

Erik Duncan Demaine (né le 28 février 1981 à Halifax) est un mathématicien, informaticien et artiste. Il possède à la fois la nationalité canadienne et la nationalité américaine. Depuis 2001 il est professeur au Massachusetts Institute of Technology à Cambridge (Massachusetts, États-Unis). Son domaine d'activité comprend entre autres l'origami mathématique, les structures de données et la géométrie algorithmique.

## Carrière scientifique
Enfant, Erik Duncan reçoit un enseignement à domicile par son père Martin L. Demaine. De 1993 à 1995, il a fréquenté l'Université Dalhousie au Canada, où il obtient un bachelor of science à l'âge de 14 ans. De 1995 à 2001, il étudié à l'Université de Waterloo. Il y obtient une maîtrise en mathématiques en 1996 et un doctorat en 2001 à l'âge de 20 ans avec une thèse intitulée Folding and Unfolding supervisée par Anna Lubiw et Ian Munro (en). Erik Demaine devient professeur au Massachusetts Institute of Technology (MIT) en 2001, où il est depuis membre du MIT Computer Science and Artificial Intelligence Laboratory. Il est titulaire depuis 2011. Il est le plus jeune professeur jamais nommé au MIT.

## Domaines de recherche
Erik Demaine est surtout connu pour ses travaux dans le domaine de l'origami mathématique. Il travaille également dans les domaines de l'algorithmique et des structures de données, en géométrie algorithmique, et en théorie des graphes. Quelques-uns de ses résultats les plus connus sont :
- Solution du problème du mètre du charpentier (en) (« Carpenter's rule problem »). C'est un problème de géométrie discrète qui peut être formulé comme suit : toute chaîne polygonale sans croisement peut être dépliée par une transformation continue qui préserve les distances et évite les croisements. Une solution est donnée par Robert Connelly (en), Erik Demaine et Günter Rote en 2003[4].
- Le Fold-and-cut theorem (en)[5] est la solution du problème suivant : tout polygone peut être découpé à partir d'une seule feuille de papier (idéalisée) en la pliant de manière appropriée, et en effectuant une seule coupe droite.
- Le Rubik's cube généralisé de taille {\displaystyle n\times n\times n} peut être résolu en {\displaystyle \Theta (n^{2}/\log n)} (avec Martin L. Demaine, Sarah Eisenstat, Anna Lubiw, et Andrew Winslow[6]).

## Activités artistiques
Avec son père Martin Demaine, Erik Demaine a conçu des sculptures en papier qui ont fait partie de l'exposition 2008 « Design and the Elastic Mind » au Museum of Modern Art (MoMA) à New York. Les objets exposés ont été repris dans la collection permanente du MoMA.

## Prix et distinctions
Erik Demaine a reçu, pour sa thèse de doctorat, la médaille d'or du Gouverneur général (Governor General’s Gold Medal) du Canada de l'Université de Waterloo, ainsi que le prix de doctorat du CRSNG (2003). En 2003, il a obtenu une bourse MacArthur. En 2013, Erik Demaine est lauréat du Prix Presburger de l'European Association for Theoretical Computer Science (EATCS). La même année, il bénéficie d'une bourse Guggenheim. En 2015, il est lauréat du prix IPEC Nerode, avec Fiodor Fomine, Mohammadtaghi Hajiaghayi et Dimitrios M. Thilikos.
Depuis 2016, il est Fellow de l'Association for Computing Machinery.

## Autres
Dans le film documentaire Between the Folds, Erik Demaine apparaît aux côtés de 14 autres artistes origami.